# 狼獾号列车 (纽约中央铁路公司)
狼獾号是一趟橫跨美國和加拿大的夜間國際旅客列車。Wolverine于1906年首次開行。1906年開通至1968年屬紐約中央鐵路公司。1968年被賓州中央鐵路公司接管。 1971年5月1日，美鉄再次從賓州中央鐵路公司手中接管Wolverine，此後Wolverine一直由美鉄運營至今。 全綫東起美國紐約市，經加拿大安大略省，終到美國芝加哥。全綫兩次跨越美加邊界。

## 綫路
紐約中央鐵路公司运营的Wolverine全綫大致呈東西走向。東起美國紐約市，西經美國紐約州西北部的水牛城進入加拿大安大略省。之後很長一段使用密歇根中央铁路公司的鐵路綫路。再由加拿大安大略省温莎再次进入美国。最后经底特律的密歇根中央车站到达西端终点芝加哥。

## 歷史
紐約中央鐵路公司于1906年开始上綫Wolverine。Wolverine在由紐約中央鐵路公司运营期间，途径奥尔巴尼联合车站时还会加挂多节来自波士顿南站的座位和卧铺车厢。1957年1月之前，“Wolverine芝加哥一端的终点位于芝加哥中央車站，尽管当时纽约中央铁路公司在芝加哥多使用拉塞尔街车站。 Wolverine水牛城中央车站↔芝加哥区段还会和由波士顿出发的“新英格兰Wolverine”（New England Wolverine）连挂运行，这一运行模式在1956年废止。
1957年，Wolverine取消了瞭望車。1962年，Wolverine开始使用由巴德公司制造的新式包厢卧铺车厢，旧式卧铺车厢随之淘汰。同时不再停靠。 1967年12月，该次列车暂停使用Wolverine这个名字（后恢复），改称17/8次旅客列车。 
1968年，紐約中央鐵路公司和賓州鐵路公司合并為賓州中央鐵路公司，Wolverine賓州中央鐵路公司被接管。 1971年5月1日，美鉄再次從賓州中央鐵路公司手中接管Wolverine，此後Wolverine一直由美鉄運營至今。